# Maria Janion
Maria Janion (Monki, 24 de desembre del 1926 - Varsòvia, 23 d'agost del 2020) fou una filolòloga polonesa, escriptora i catedràtica universitària.

## Biografia
Es va criar a Vílnius, on va assistir a l'escola clandestina, quan els invasors nazis prohibiren que els polonesos estudiassen. En acabar la Segona Guerra Mundial, quan Vílnius deixà de ser dins l'estat polonés, es traslladà amb la família a Bydgoszcz. Entrà en el Partit Obrer Unificat Polonés, del qual l'expulsaren el 1979. Des del 1949 visqué a Varsòvia.

## Estudis
Estudià Filologia polonesa en la Universitat de Łódź i més tard en la de Varsòvia.

## Llibres publicats
- Lucjan Siemieński, poeta romàntic (Lucjan Siemieński, poeta romantyczny), PIW, Varsòvia, 1955.
- Zygmunt Krasiński, inici i maduresa (Zygmunt Krasiński, debiut i dojrzałość), Wiedza Powszechna, Varsòvia 1962.
- Romanticisme. Estudi de les idees i estil (Romantyzm. Studia o ideach i stylu), PIW, Varsòvia, 1969.
- Romanticisme, revolució, marxisme. Col·loquis de Gdańsk (Romantyzm, rewolucja, marksizm. Colloquia gdańskie), Wydawnictwo Morskie, Gdańsk, 1972.
- Les ciències humanes: coneixement i teràpia (Humanistyka: Poznanie i terapia), PIW, Varsòvia, 1974, reedició: 1982.
- La febre romàntica (Gorączka romantyczna), PIW, Varsòvia, 1975, reedició: słowo/obraz terytoria, Gdańsk, 2007.
- Renovació de les idees (Odnawianie znaczeń), Wydawnictwo Literackie, Cracòvia, 1980.
- El temps de la forma oberta (Czas formy otwartej), PIW, Varsòvia, 1984.
- Front al mal (Wobec zła), Verba, Chotomów, 1989.
- La vida pòstuma de Konrad Wallenrod (Życie pośmiertne Konrada Wallenroda), PIW, Varsòvia, 1990.
- Projecte de crítica fantasmagòrica. Esbossos sobre l'existència d'humans i esperits (Projekt krytyki fantazmatycznej. Szkice o egzystencjach ludzi i duchów), PEN, Varsòvia, 1991.
- La forja de la natura (Kuźnia natury), Gdańsk 1994.
- Les dones i l'esperit d'alteritat (Kobiety i duch inności), Sic!, Varsòvia, 1996.
- Sabràs el que visqueres? (Czy będziesz wiedział, co przeżyłeś), Editorial Sic!, Varsòvia, 1996.
- El plor del general. Assaigs sobre la guerra (Płacz generała. Eseje o wojnie), Editorial Sic!, Varsòvia, 1998.
- Cap a Europa amb els nostres morts (Do Europy tak, ale razem z naszymi umarłymi), Sic!, Varsòvia, 2000.
- El mantell porpra de Mickiewicz. (Purpurowy płaszcz Mickiewicza.) Estudi sobre la història de la mentalitat i la poesia (Studium z historii poezji i mentalności), słowo/obraz terytoria, Gdańsk, 2001.
- Vivint perdem la vida: temes pertorbadors de l'existència (Żyjąc tracimy życie: niepokojące tematy egzystencji), W.A.B., Varsòvia, 2001.
- Biografia simbòlica del vampir (Wampir: biografia symboliczna), słowo/obraz terytoria, Gdańsk, 2002.
- Obra elegida (Prace wybrane), toms 1-5, a cura de Małgorzata Czermińska, Universitas, Cracòvia, 2000-2002:
  - t. 1 La febre romàntica (Gorączka romantyczna), 2000;
  - t. 2 Tragicisme, història i privadesa (Tragizm, historia, prywatność), 2000;
  - t. 3 El mal i les quimeres (Zło i fantazmaty), 2001;
  - t. 4 El romanticisme i els seus mitjans (Romantyzm i jego media), 2001;
  - t. 5 Biografies romàntiques (Biografie romantyczne), 2002.
- La inaudita eslavitat: les quimeres de la literatura (Niesamowita Słowiańszczyzna: fantazmaty literatury), Wydawnictwo Literackie, Cracòvia, 2006.
- Heroi, conspiració i mort (Bohater, spisek, śmierć), W.A.B., 2009

En coautoria amb Maria Żmigrodzka:
- El romanticisme i la història (Romantyzm i historia), PIW, Varsòvia, 1978, reedició: słowo/obraz terytoria, Gdańsk, 2001.
- L'odissea de l'educació. La visió de Goethe en "Els anys d'aprenentatge de Wilhelm Meister" (Odyseja wychowania. Goetheańska wizja człowieka w "Latach nauki i latach wędrówki Wilhelma Meistra”), Aureus, Cracòvia, 1998.
- El romaticismo i l'existència. Fragments d'una obra inconclusa (Romantyzm i egzystencja. Fragmenty niedokończonego dzieła), słowo/obraz terytoria, Gdańsk, 2004.

En coautoria amb Ryszard Przybylski:
- El cas de Stawrogin (Sprawa Stawrogina), amb un epíleg de T. Komendant, Sic!, Varsòvia, 1996.